# William Carleton

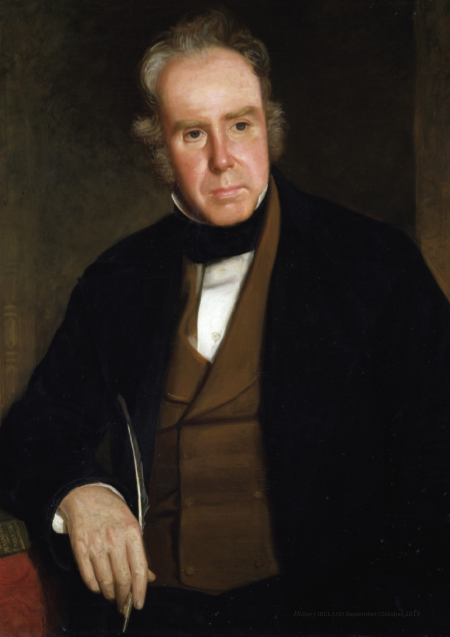
William Carleton.

William Carleton, född 20 februari 1794, död 30 januari 1869, var en irländsk författare.
Carleton lyckades i sin självbiografi och särskilt i sina smärre skisser (Traits and stories of the Irish peasantry, 1830–1833) ger en levande bild av irländskt liv och folklynne. Bland hans större prosaverk märks Valentine McClutchy (1845). År 1896 utgavs hans samlade verk i 4 band.